# Velimir Naumović
Velimir Naumović (Belgrado, 19 marzo 1936 – Liegi, 20 dicembre 2011) è stato un calciatore jugoslavo, dal 2006 serbo.

## Carriera
Debutta da professionista nel 1953 con la Stella Rossa, dove resta per tre stagioni ottenendo la vittoria del campionato 1955-1956.
Ceduto all'HNK Rijeka disputa nove stagioni.
All'inizio della stagione 1965-1966 si trasferisce in Belgio allo Standard Liegi con cui vince un campionato belga e due Coppe del Belgio.
Nel 1969 decide di chiudere la carriera in Francia, con il Rennes, vincendo la Coppa di Francia 1971.

## Palmarès
- Campionati della RSF di Jugoslavia: 1

1955-1956
- Campionato belga: 1

1968-1969
- Coppa del Belgio: 2

1965-1966, 1966-1967
- Coppa di Francia: 1

1970-1971